# آلان ماكدونالد (شاعر)
القس آلان ماكدونالد (25 أكتوبر 1859، فورت ويليام، اسكتلندا – 8 أكتوبر 1905، إريسكي) هو قس كاثوليكي روماني، وشاعر مبتكر راديكالي في اللغة الغيلية الأسكتلندية في العصر الفكتوري، وناشط من أجل حقوق كروفتر، والانتخابات الحرة، وضد التمييز الديني في غايدهيلتاشد.
بعد عقود من وفاة الأب مكدونالد في عام 1905، تم تعقب شعره ونشره لأول مرة بواسطة جون لورن كامبل. إضافة لذلك، وثق جون لورن كامبل أيضًا بإتقان كل ترتيلة في كتاب التراتيل الغيلية للقس الشاعر عام 1893 وإلى أي درجة تمت سرقة أبحاث الأب ماكدونالد في الفولكلور والأغاني الشعبية من قبل كتاب آخرين. علاوة على ذلك، أشاد الباحث الأدبي رونالد بلاك بالأب ماكدونالد في عام 2002، واصفًا إياه بأنه «موهبة أدبية ضخمة»، وأنه مؤسس الشعر الحداثي في الغيلية الأسكتلندية. كتب بلاك أيضًا أن قصيدة الأب ماكدونالد النبوية بعنوان («مسيرة الآلاف») تستحق أن تكون «الأولى في أي مختارات من شعر الحرب العالمية الأولى»، و «لا يمكن بأي حال من الأحوال أن تكون غير ملائمة، فيما يتعلق بالأسلوب أو الجوهر»، في مجموعة سورلي ماكلين الشعرية الرمزية المبتكرة عام 1943 بعنوان قصائد إيمير. اختتم بلاك بتعليقه بأنه لو أن الأب آلان ماكدونالد لم يمت قبل الأوان عن عمر يناهز 45 عامًا فقط، «لكانت ربما بدت خريطة الأدب الغيلي في القرن العشرين مختلفة تمامًا».

## نسبه
على الرغم من أنه ولد في ظروف متواضعة، غير أن الشاعر المستقبلي، على غرار إيان لوم، وسيليس نا سيبايش وآلان ذا ريدج ماكدونالد، يمكن تتبع نسبه إلى سومرليد، والملك روبرت ذا بروس وألاسدير كاراش (توفي حوالي عام 1440)، أول زعيم لعشيرة ماكدونالد من كيبوش.
أنجب راغنال مور (توفي عام 1547) وهو سابع زعيم لكيبوش، ابنًا غير شرعي من امرأة عاملة نسيج لم يذكر اسمها من عشيرة كاميرون، وهو إيان دوبه ماكدومنيل (جون ماكدونالد، أول زعيم لبوهونتين). أصبح ابنهما أول مالك أراضي في كيبوش من بوهونتين ومن أسلاف الشاعر.
أصيب ألكسندر ماكدونالد، الزعيم الثامن لكيبوش، في الاشتباكات خلال معركة بولوين ضد عشيرة كاميرون في عام 1554. ردًا على ذلك، تولى الأخ غير الشقيق للزعيم، إيان دوبه ماكدومنيل من بوهونتين، القيادة الفعلية لقوات كيبوش وأشرف على هزيمة الكاميرونيين وموت وتقطيع أوصال زعيمهم في ساحة المعركة.
احتفل قريب الأب آلان المقرب وزميله الشاعر الغيلي آلان ذا ريدج ماكدونالد بهذا الحدث وبالكثير من تاريخ المحاربين اللاحق الداعي للفخر لعائلة ماكدونالد في بوهونتين من خلال قصيدة الأغنية الغيلية الكندية سليوشد آن تايغي ("عائلة المنزل")، التي تم تأليفها في منزل بالقرب من مابو ونوفا سكوشا وتم إصدارها في الشهر الأخير من الخريف.
جادل المؤرخ الأدبي إيفي رانكين، في تعليقه على نسبهم المشترك، بأنه «يمكن اعتبار الأب. آلان ماكدونالد وآيليان أرايدس ماكدومنيل بحق شعراء كيبوش الأوائل في القرن التاسع عشر».
ولد والد الشاعر، جون ماكدونالد (1821-1873)، في عائلة من سائقي الكارتر بالقرب من غرانتاون أون سبي وعمل لسنوات عديدة في مكتب البريد العام كحارس مدجج بالسلاح يرتدي زيًا كستنائيًا وذهبيًا، وكانت مهامه هي حماية «مركيز بريدالبان» مدرب البريد الملكي من قطاع الطرق على طول الطريق بين فورت ويليام، وغلينكو، وبلاكماونت وغلاسكو.

شرح سينشايد جون ن.ماكليود (1880-1954) المولود في جزيرة سكاي، والذي كان على دراية كاملة بالتراث الشفهي للوكابر، في رسالة أرسلت في 27 أكتوبر 1933 إلى ستورنوواي غازيت، عن إيان أيلين أوغ قائلًا:
«كان يتعرف عن قرب على كل من يلتقي به على طول الطريق الطويل والصعب الذي كان يتخذه عبر تلك الحدود في ذلك الوقت، وكان يمتع العديد من الأشخاص بالتقاليد القديمة والحكايات التي خففت عليهم رحلتهم».
بعد الزواج من مارجريت ماكفيرسون، ابنة ستراثسبي شيبرد وسليلة عشيرة ماكفيرسون، في فورت ويليام في 21 نوفمبر 1852، وفر جون ماكدونالد ما يكفي من المال لشراء نزل وحانة في شارع 179 هاي ستريت في فورت ويليام، لوكابر، اسكتلندا.